# Kurt Menke
Kurt Menke (* 3. Juni 1921 in Unterweinberge bei Züllichau; † 30. Juli 1980 in Berlin) war ein deutscher Autor von Kinderbüchern und Abenteuererzählungen.
Menke war Lehrer und Mitglied im Schriftstellerverband der DDR. Er lebte in Berlin-Friedrichshagen.

## Werke
- Vorbestraft, 1965
- Reifeprüfung, Kinderbuchverlag, 1965
- Taucher im Feuer, Verlag Kultur u. Fortschritt, 1965
- Max im Tunnel, Kinderbuchverlag, 1969, 3. Aufl.
- Ulli und der kleine Doktor, Kinderbuchverlag, 1970, 2. Aufl.
- Eine Prise Gift, Verlag Kultur u. Fortschritt, 1971
- Bettinas Mondauto, Kinderbuchverlag, 1977, 1. Aufl.